# Majer Mały
Majer Mały (ur. 7 stycznia 1920 w Chmielniku, zm. w 2021 w Izraelu) – izraelski działacz kibucowy pochodzący z Polski, członek Ziomkostwa Chmielniczan w Izraelu.

## Życiorys
Pochodził z Chmielnika, gdzie spędził dzieciństwo i gdzie uczęszczał również do szkół. Związany był z ruchem syjonistycznym. W trakcie okupacji niemieckiej podczas II wojny światowej, Majer zbiegł na terytorium ZSRR. W trakcie Holocaustu jego bliscy zostali pomordowani w rodzinnym Chmielniku oraz obozie zagłady w Treblince. Jako żołnierz Ludowego Wojska Polskiego, przeszedł szlak bojowy do Oranienburga. Po powrocie do Polski został zdemobilizowany i zaangażował się w organizację kibucu w Wałbrzychu oraz Bożej Górze.
W 1946 wyjechał z Polski i przez kolejne dwa lata przebywał w brytyjskim obozie dla nielegalnych emigrantów do Palestyny na terenie Cypru. W obozie związał się z pochodzącą z Chmielnika, Gucią Płuciennik. W Izraelu zamieszkali w kibucu Jakum, którego Majer był pięciokrotnie przewodniczącym. Małżeństwo miało trzech synów i dziewięcioro wnuków. Był także działaczem Ziomkostwa Chmielniczan w Izraelu.
Był patronem otwartego w 2012 roku Ośrodka Edukacyjno-Muzealnego „Świętokrzyski Sztetl” oraz Honorowym Obywatelem Chmielnika.
Majer Mały był ostatnim przedstawicielem społeczności żydowskiej z Chmielnika.